# Adam Benrad
Adam Ludwik Benrad pseud.: Drukarz, Szarada (ur. 5 listopada 1919 we Lwowie, zm. 1 marca 1987 w Londynie) – cichociemny, kapitan Kedywu Okręgu Łódzkiego Armii Krajowej.

## Życiorys
Był synem Augustyna, drukarza, i Marii z domu Sobolewskiej. W 1938 roku zdał maturę w Gimnazjum Handlowym we Lwowie. Od 1936 roku należał do ZHP i Związku Strzeleckiego.
W czasie kampanii wrześniowej w 1939 roku nie został zmobilizowany. 21 września 1939 roku przedostał się na Węgry. W kwietniu 1940 roku wstąpił do Armii Polskiej we Francji. Odbył przeszkolenie w szkole podoficerów Camp de Coëtquidan. Od kwietnia 1940 roku do kwietnia 1944 roku przebywał w Wielkiej Brytanii, gdzie służył w 1 Brygadzie Strzelców i Szkole Podchorążych. Został przeszkolony w dywersji.
Zgłosił się do służby w kraju. 4 sierpnia 1943 roku został zaprzysiężony w Oddziale VI Sztabu Naczelnego Wodza. Jako podporucznik cichociemny „Drukarz” został w nocy z 12 na 13 kwietnia 1944 roku zrzucony do Polski (operacja lotnicza „Weller 14”). Dostał przydział do Kedywu Okręgu Łódzkiego Armii Krajowej. Od lipca 1944 roku do stycznia 1945 roku walczył w Okręgu Łódzkim, był inspektorem w Rejonie Piotrków, początkowo w 25 pułku piechoty AK, gdzie był dowódcą III plutonu w 1 kompanii I baonu, od 17 sierpnia 1944 roku był dowódcą Oddziału Leśnego „Mazur” w Obwodzie Tomaszów Mazowiecki, od 30 sierpnia – ponownie w 25 pułku piechoty, który 9 listopada został rozformowany. Od tego momentu walczył do 17 stycznia 1945 roku w oddziale partyzanckim „Wicher” Witolda Kucharskiego.
Po wojnie przebywał na emigracji w Wielkiej Brytanii. Do maja 1948 służył w PKPR. Później pracował w London Transport. Został pochowany na cmentarzu w Morden (Morden Cemetery przy Garth Road).
W 1946 roku ożenił się z Romualdą Zielińską (1924–1992). Mieli dwoje dzieci: Andrzeja (ur. w 1948 roku) i Irenę (ur. w 1952 roku).

## Odznaczenia
- Krzyż Srebrny Orderu Virtuti Militari nr 13422
- Krzyż Oficerski Orderu Odrodzenia Polski (11 listopada 1983)[2]
- Krzyż Kawalerski Orderu Odrodzenia Polski
- Złoty Krzyż Zasługi z Mieczami
- Srebrny Krzyż Zasługi z Mieczami
- Medal za Odwagę w Sprawie Wolności (Wielka Brytania).